# Diego Valeri (poète)
Diego Valeri, né le 25 janvier 1887 à Piove di Sacco (Italie) et mort le 27 novembre 1976 à Rome, est un écrivain, poète et traducteur italien, lauréat du prix de la langue-française (1954 et 1969) et prix de poésie (1956) de l’Académie française et du prix Viareggio de la poésie en 1967.